# Mountain Dew
Mountain Dew, також MTN DEW (з англ. — «Гірська роса») — безалкогольний сильногазований прохолодний напій, торгова марка американської компанії PepsiCo. 
В Україні Mountain Dew офіційно імпортували на початку 2020-х років. Зараз продається в Україні в багатьох основних торгівельних мережах, наприклад у «Сільпо», «Таврія В», «Космос», «Rozetka», «Епіцентр К» цей напій можна купити.

## Історія
Оригінальний рецепт винайдений у Ноксвіллі у 1940-х рр. Наразі крім напою жовто-зеленого кольору існує кілька його різновидів, що розрізняються кольором і смаком, зокрема дієтичні і без кофеїну.
«Маунтін Дью» випускався також у Великій Британії з 1996 по 1998 рік. Наразі у Великій Британії на ринок енергетичних напоїв був введений новий напій, званий «Маунтін-дью-енергія»
В даний час основний асортимент напоїв під маркою «Маунтін дью» випускається з використанням цукру, цукрозамінників (кукурудзяний сироп із високим вмістом фруктози у звичайних напоях, аспартам — у дієтичних).
Напій з’явився на полицях крамниць в Україні у 2023 році та нині імпортується компанією "Фоззі Коммерц" з підприємства PepsiCo у Ной-Ізенбургу, Німеччина.

## Склад
До складу оригінального напою «Маунтін Дью» входять: вода, цукор, лимонна кислота, гуміарабік, морська капуста, вуглекислий газ, цитрат натрію, складні ефіри, кофеїн, аскорбінова кислота.
Наразі основний асортимент напоїв під маркою «Маунтін Дью» випускається з використанням цукрозамінників (кукурудзяний сироп з високим вмістом фруктози у звичайних напоях, аспартам — в дієтичних), з цукром (сахарозою) випускається тільки Mountain Dew Throwback.

## Логотип
У 2008 році корпорація PepsiCo оголосила про проведення глобального ребрендингу. Згодом всі логотипи продукції, що випускається (Pepsi, 7UP, Mtn Dew та ін.) зазнали кардинальних змін. Так, у Mountain Dew з'явився новий логотип і скорочена назва MTN DEW.

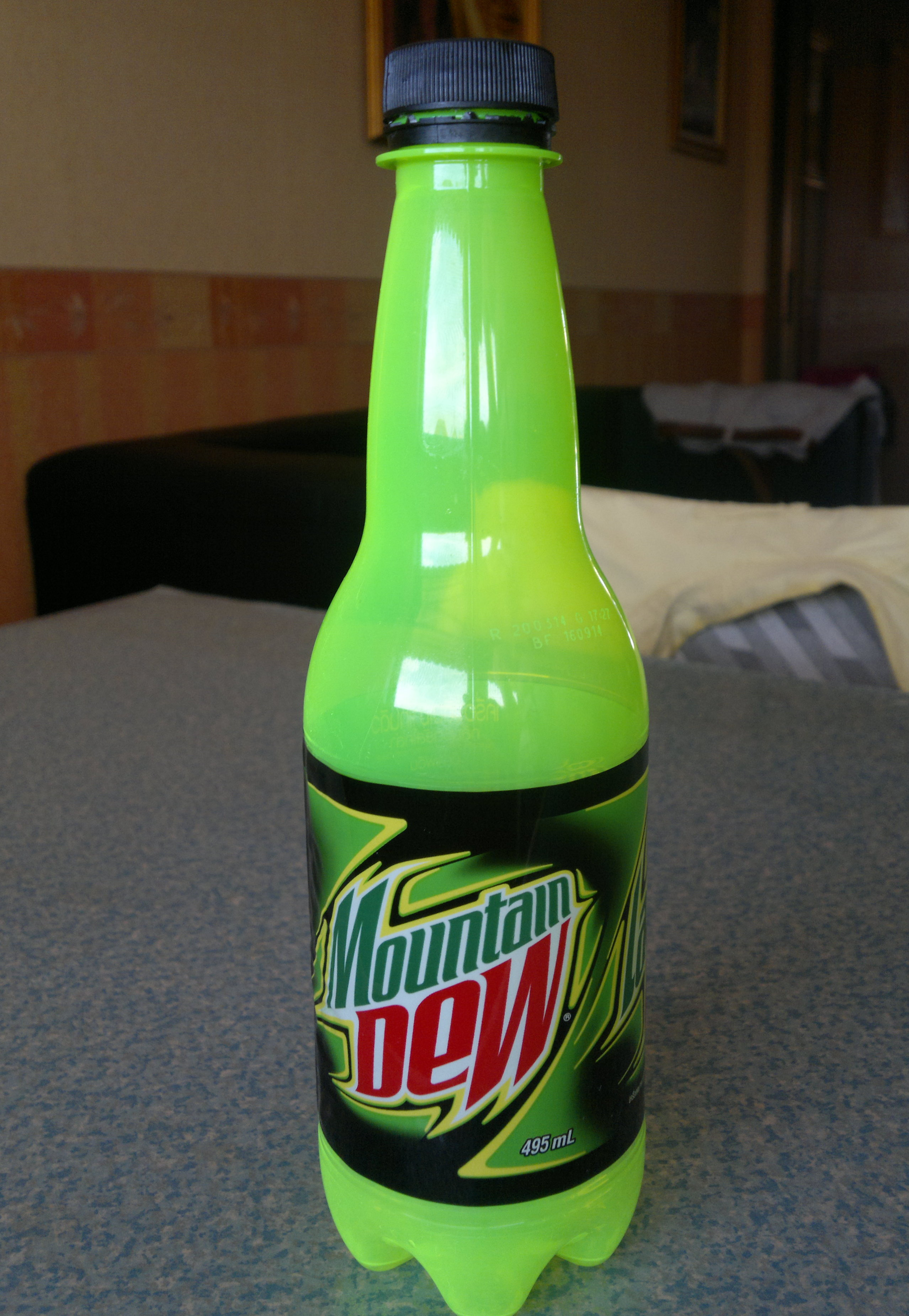
Оригінальний смак Mountain Dew в пляшці ємністю 0,5 л

## Різновиди
- Mountain Dew — основний варіант, напій зі смаком цитрусових, близький до оригінального напою з використанням замінників цукру;
- Mountain Dew Caffeine Free — варіант без кофеїну;
- Diet Mountain Dew — дієтичний варіант оригінального напою, дієтичний без кофеїну;
- Mountain Dew Live Wire — зі смаком апельсина;
- Mountain Dew Code Red — зі смаком вишні, дієтичний зі смаком вишні;
- Mountain Dew Voltage — звичайний та дієтичний варіант зі смаком малини, лимона та женьшеню;
- Mountain Dew Baja Blast — фруктовий сильногазований напій; тільки в мережі ресторанів швидкого харчування «Taco Bell»;
- Mountain Dew White Out — з м'яким лимонним смаком;
- Mountain Dew Throwback — варіант оригінального смаку з цукром;
- Diet Mountain Dew SuperNova — дієтична версія з ароматом полуниці, дині та женьшеню;
- Mountain Dew Game Fuel — зі смаком цитрусу та вишні, випущений для просування гри Halo 3. Надалі випускався для просування інших ігрових серій: Call of Duty, Titanfall та World of Warcraft;
- Mountain Dew Pitch Black — зі смаком чорного винограду, випущений на Хелловін у 2004 році;
- Mountain Dew Spiked — варіант із соком кактуса опунція.

## Упаковка
- Банка  0,33 л
- Пластикова пляшка 0,5 л
- Пластикова пляшка 0,85 л
- Пластикова пляшка  1 л
- Пластикова пляшка 1,5 л
- Пластикова пляшка 1,75 л
- Пластикова пляшка 2 л
- Пластикова пляшка 2,25 л